# Tóbiás Áron
Tóbiás Áron (Szekszárd, 1927. június 17. – 2017. november 13.) magyar író, újságíró.

## Életpályája
Apja postai alkalmazott volt. Az Eötvös Loránd Tudományegyetem Bölcsészettudományi Karán szerzett tanári oklevelet. 1946-ban a Magyar Rádióban kezdett dolgozni, 1955-től a Magvető kiadó szerkesztője. Az 1956-os forradalom idején a Szabad Kossuth Rádió szerkesztőbizottságában dolgozott, tagja volt a küldöttségnek, mely a Magyar Rádió Munkástanácsának utasítására átvette a Parlamenti Rádió irányítását. A forradalom leverése után "a Nagy-budapesti Központi Munkástanács alakuló ülésén az Írószövetség képviseletében Varga Domokossal együtt felterjesztették a Kádár Jánossal való tárgyalás alapjául Bibó István tervezetét a magyar kérdés kompromisszumos megoldásáról." Ennek nyomán a Bibó István és társai elleni per vádlottjaként (az ún. "kis íróperben") a Legfelsőbb Bíróság 1957. október 9-én egyéves börtönbüntetésre ítélte, amelynek végrehajtását három évre felfüggesztette.
Szabadulása után a bakonyi erdőgazdaságban földmérő, majd a Fővárosi Szabó Ervin Könyvtár munkatársa, bibliográfiákat állít össze (1960-1968). Később az Országos Filmtudományi Intézetben helyezkedett el, majd 1968-70-ben a Petőfi Irodalmi Múzeum hangtárában dolgozott, ahol számos, háttérbe szorított íróval készített interjút, 1991-92-ben a Hangtár vezetője (félállásban). Az 1980-as években az Olvasó nép folyóirat szerkesztője. 1992-1996 között a Magyar Nemzet főszerkesztő-helyettese, szerkesztőbizottsági tagja volt. 1988-ban a Történelmi Igazságtétel Bizottság egyik alapító tagja.

## Díjai, kitüntetései
- a Magyar Újságírók Országos Szövetségének Aranytoll díja
- Pethő Sándor-díj
- a Magyar Érdemrend tisztikeresztje (2012)

## Művei
- Lev Tolsztoj; FSZEK, Bp., 1960 (A Fővárosi Szabó Ervin Könyvtár röplap-bibliográfiája)
- Szerb Antal. 1901-1945. Bibliográfia; FSZEK, Bp., 1961
- Kiss Lajos 80. születésnapjára. Bibliográfia; FSZEK, Bp., 1961
- Tolsztoj emlékkönyv; szerk. Tóbiás Áron; FSZEK, Bp., 1962
- Ötven könyv. A mai lengyel, román, bolgár, cseh és szlovák prózairodalom. Ajánló bibliográfia; FSZEK, Bp., 1962
- A mai magyar regény. Oktatási segédlet a könyvtárosképző szaktanfolyam hallgatói számára; Könyvtártudományi és Módszertani Központ, Bp., 1964
- Krúdy világa; gyűjt. Tóbiás Áron; FSZEK, Bp., 1964
- Jugoszláv irodalom. A mai jugoszláv irodalom rövid áttekintése; KMK, Bp., 1964
- Száz könyv a magyar történelemről; FSZEK, Bp., 1965
- A mai angol regény; FSZEK, Bp., 1966
- A cenzúra árnyékában; vál. szerk., bev. Markovits Györgyi, Tóbiás Áron; Magvető, Bp., 1966
- Latin-Amerika irodalma. Ajánló bibliográfia; FSZEK, Bp., 1967
- Csillagosok, katonák... Bibliográfia; FSZEK, Bp., 1967
- Gorkij; FSZEK, Bp., 1968
- Filmkönyvek könyve. Magyarnyelvű filmszakirodalom; Magyar Filmtudományi Intézet és Filmarchívum–NPI, Bp., 1969 (Filmbarátok kiskönyvtára)
- Írói vallomások; összeáll., bev. Tóbiás Áron; PIM–NPI, Bp., 1971 (Irodalmi múzeum)
- A művészetek társadalmi funkciója. Bibliográfia; Tudományos Ismeretterjesztő Társulat, Bp., 1971
- Korda Sándor; Magyar Filmtudományi Intézet és Filmarchívum–NPI, Bp., 1980 (Filmbarátok kiskönyvtára)
- Nyár Zebegényben; Móra, Bp., 1982
- In memoriam Nagy Imre. Emlékezés egy miniszterelnökre; vál., szerk., bev. Tóbiás Áron; Szabad Tér, Bp., 1989
- A magyarok vére. Tudósítások tollal – mikrofonnal; Varga–Tóbiás, Paris–Bp., 1997
- Krúdy világa; szerk. Tóbiás Áron; Osiris, Bp., 2003
- Fellegvár. A Magyar Rádió regénye. Emberek, történetek, dokumentumok, 1925-1945; Magyar Rádió Közalapítvány, Bp., 2003
- Tarts nyugatnak! A világirodalom legszebb novellái magyar írók ajánlásával; szerk. Tóbiás Áron; Arión, Bp., 2004
- Kettészelt égbolt. A Magyar Rádió regénye. Emberek, történetek, dokumentumok, 1945-1956; MR Közalapítány, Bp., 2004
- Szélárnyékban. A Magyar Rádió regénye. Emberek, történetek, dokumentumok, 1956-1990; MR Közalapítvány, Bp., 2005
- Visszajátszás. A Magyar Rádió regénye. Emberek, történetek, dokumentumok, 1990-2005; előszó Gömöri Endre; MR Közalapítvány, Bp., 2006
- Képtelen kor krónikása; Trikolor, Bp., 2008 (Örökségünk)
- Megmentett hangszalagok. A megálmodott Magyarország. Beszélgetések, emlékezések; interjúk Tóbiás Áron; Kortárs, Bp., 2015 (Kortárs beszélgetés)